# Luigi Falcone
Luigi Falcone (Mesagne, 26 maggio 1992) è un ex calciatore italiano, di ruolo attaccante.

## Carriera

### Club
Nella stagione 2012-2013 entra a far parte della rosa del Lecce, che partecipa al campionato di Serie A, sotto la guida di Eusebio Di Francesco prima, e Serse Cosmi poi. Viene ceduto in prestito alla Virtus Lanciano, formazione neopromossa in Serie B; con gli abruzzesi Falcone gioca 18 partite di campionato, segnando in totale 3 reti, attirando l'attenzione di molte squadre della massima serie.
A fine anno fa ritorno al Lecce, che lo cede nuovamente in prestito, questa volta al Varese; con i biancorossi segna 2 gol in 9 presenze in campionato, più un'ulteriore presenza nei play-out vinti contro il Novara. Nell'estate del 2014 passa a titolo definitivo al Varese, firmando un contratto triennale, gioca nuovamente nella serie cadetta, mettendo a segno 4 gol in 28 presenze.
Nell'estate successiva dopo il fallimento del Varese viene rilevato a parametro zero dal Catania, club appena retrocesso in Lega Pro. Nel Catania segna 3 gol in 27 partite, disputando una grande stagione,  ma l'anno successivo viene ceduto alla Reggiana. Dopo sole 10 partite con 1 gol, nel gennaio del 2017 viene ceduto in prestito alla Viterbese Castrense, sempre in Lega Pro, con la quale disputa i play-off.
Il 19 agosto 2017 la società emiliana lo cede a titolo definitivo al Catanzaro. In Calabria disputa la sua migliore stagione in termini statistici, 32 partite e 5 gol.
Il 15 novembre 2018 viene acquistato dal Bitonto, con cui disputa i play-off di Serie D girone H. Il 3 luglio 2019 passa ufficialmente alla Pistoiese in Serie C. Dopo una buona stagione mettendo a segno 4 gol in 16 partite, il campionato viene interrotto nel mese di Marzo causa COVID-19 con i toscani in zona play-off.
Il 25 settembre 2020 passa al Taranto. Dopo una grande stagione, risultando un elemento fondamentale per i rossoblù, il 13 giugno 2021 vince il campionato di Serie D Girone H, successo che mancava da circa 20 anni nel capoluogo pugliese. Rimane al Taranto anche nella stagione 2021-2022, nella quale segna una rete in 9 presenze nel campionato di Serie C. Nell'estate del 2022 si trasferisce ai siciliani del Trapani, nuovamente in Serie D; dopo 4 reti in 8 partite di campionato (più un gol in 2 partite in Coppa Italia Serie D, il 13 dicembre 2022 si trasferisce al Fasano, club pugliese a sua volta militante in Serie D. Nella stagione 2023-2024 gioca invece ai pugliesi del Casarano, sempre in Serie D.
Dopo aver terminato la carriera da calciatore nel giugno 2024, nella stagione 2025-2026 entra a far parte dello staff di Alberto Aquilani come collaboratore tecnico, firmando un contratto biennale con il Catanzaro in Serie B.

### Nazionale
Ha giocato alcune partite amichevoli con le nazionali Under-17, Under-18 ed Under-20.

## Statistiche

### Presenze e reti nei club
Statistiche aggiornate al 18 maggio 2024.
| Stagione        | Squadra             | Campionato      | Campionato | Campionato | Coppe nazionali | Coppe nazionali | Coppe nazionali | Coppe continentali | Coppe continentali | Coppe continentali | Altre coppe | Altre coppe | Altre coppe | Totale | Totale | Totale |
| Stagione        | Squadra             | Comp            | Pres       | Reti       | Comp            | Pres            | Reti            | Comp               | Pres               | Reti               | Comp        | Pres        | Reti        | Pres   | Reti   |        |
| --------------- | ------------------- | --------------- | ---------- | ---------- | --------------- | --------------- | --------------- | ------------------ | ------------------ | ------------------ | ----------- | ----------- | ----------- | ------ | ------ | ------ |
| 2010-2011       | Lecce               | A               | 0          | 0          | CI              | 1               | 0               | -                  | -                  | -                  | -           | -           | -           | 1      | 0      |        |
| 2011-2012       | Lecce               | A               | 0          | 0          | CI              | 0               | 0               | -                  | -                  | -                  | -           | -           | -           | 0      | 0      |        |
| 2012-2013       | Virtus Lanciano     | B               | 18         | 3          | CI              | 1               | 1               | -                  | -                  | -                  | -           | -           | -           | 19     | 4      |        |
| ago.-set. 2013  | Lecce               | 1D              | 0          | 0          | CI+CI-LP        | 3+0             | 0               | -                  | -                  | -                  | -           | -           | -           | 3      | 0      |        |
| Totale Lecce    | Totale Lecce        | Totale Lecce    | 0          | 0          |                 | 4               | 0               |                    | -                  | -                  |             | -           | -           | 4      | 0      |        |
| set. 2013-2014  | Varese              | B               | 9+1        | 2          | CI              | 0               | 0               | -                  | -                  | -                  | -           | -           | -           | 10     | 2      |        |
| 2014-2015       | Varese              | B               | 28         | 4          | CI              | 2               | 0               | -                  | -                  | -                  | -           | -           | -           | 30     | 4      |        |
| Totale Varese   | Totale Varese       | Totale Varese   | 37+1       | 6          |                 | 2               | 0               |                    | -                  | -                  |             | -           | -           | 40     | 6      |        |
| 2015-2016       | Catania             | LP              | 27         | 3          | CI              | 0               | 0               | -                  | -                  | -                  | -           | -           | -           | 27     | 3      |        |
| 2016-gen. 2017  | Reggiana            | LP              | 9          | 0          | CI+CI-LP        | 0+1             | 0+1             | -                  | -                  | -                  | -           | -           | -           | 10     | 1      |        |
| gen.-giu. 2017  | Viterbese Castrense | LP              | 15         | 1          | CI-LP           | -               | -               | -                  | -                  | -                  | -           | -           | -           | 15     | 1      |        |
| lug.-ago. 2017  | Reggiana            | C               | -          | -          | CI+CI-C         | 1+0             | 0               | -                  | -                  | -                  | -           | -           | -           | 1      | 0      |        |
| Totale Reggiana | Totale Reggiana     | Totale Reggiana | 9          | 0          |                 | 2               | 1               |                    | -                  | -                  |             | -           | -           | 11     | 1      |        |
| 2017-2018       | Catanzaro           | C               | 31         | 5          | CI-C            | 1               | 0               | -                  | -                  | -                  | -           | -           | -           | 32     | 5      |        |
| 2018-2019       | Bitonto             | D               | 19+1       | 0          | CI-D            | 0               | 0               | -                  | -                  | -                  | -           | -           | -           | 20     | 0      |        |
| 2019-2020       | Pistoiese           | C               | 16         | 3          | CI-C            | 2               | 1               | -                  | -                  | -                  | -           | -           | -           | 18     | 4      |        |
| 2020-2021       | Taranto             | D               | 23         | 3          | -               | -               | -               | -                  | -                  | -                  | -           | -           | -           | 23     | 3      |        |
| 2021-2022       | Taranto             | C               | 9          | 1          | CI-C            | 0               | 0               | -                  | -                  | -                  | -           | -           | -           | 9      | 1      |        |
| Totale Taranto  | Totale Taranto      | Totale Taranto  | 32         | 4          |                 | 0               | 0               |                    | -                  | -                  |             | -           | -           | 32     | 4      |        |
| lug.-dic. 2022  | Trapani             | D               | 8          | 4          | CI-D            | 2               | 1               | -                  | -                  | -                  | -           | -           | -           | 10     | 5      |        |
| dic. 2022-2023  | Fasano              | D               | 15         | 2          | CI-D            | 0               | 0               | -                  | -                  | -                  | -           | -           | -           | 15     | 2      |        |
| 2023-2024       | Casarano            | D               | 23         | 2          | CI-D            | 4               | 1               | -                  | -                  | -                  | -           | -           | -           | 27     | 3      |        |
| Totale carriera | Totale carriera     | Totale carriera | 250+2      | 33         |                 | 18              | 5               |                    | -                  | -                  |             | -           | -           | 270    | 38     |        |

## Palmarès

### Club

#### Competizioni nazionali
- Serie D: 1

Taranto: 2020-2021 (girone H)